# یاسین هاشمی
یاسین هاشمی (عربی: یاسین الهاشمی؛ ۱۸۸۲ – ۱۹۳۷) یک سیاست‌مدار اهل امپراتوری عثمانی بود که یک بار به عنوان نخست‌وزیر پادشاهی عراق انتخاب شد.